# Martin Murg
Martin Murg (* 20. September 2005) ist ein österreichischer Fußballspieler.

## Karriere
Murg begann seine Karriere beim FC Stattegg. Im September 2013 wechselte er zum SK Sturm Graz. Zur Saison 2019/20 wechselte er in die Jugend des Stadtrivalen Grazer AK. Zur Saison 2021/22 rückte er in den Kader der dritten Mannschaft der Grazer, in der Winterpause dann in den der Amateure. In der Saison 2021/22 kam er zu 13 Einsätzen in der sechstklassigen Unterliga und zu 14 in der achtklassigen 1. Klasse.
Zur Saison 2022/23 wurde er Teil des Profikaders der Steirer. Allerdings war er in jener Spielzeit ausschließlich für die Amateure im Einsatz, für die er zehnmal spielte. Im September 2023 gab Murg sein Debüt in der 2. Liga, als er am achten Spieltag der Saison 2023/24 gegen den FC Liefering in der 80. Minute für Markus Rusek eingewechselt wurde. Bis Saisonende kam er zu zwei Zweitligaeinsätzen, in denen er einmal traf. Mit dem GAK stieg er in die Bundesliga auf.
Nach dem Aufstieg wechselte Murg zur Saison 2024/25 auf Leihbasis zum Regionalligisten SC Weiz.